# Gneu Corneli Mèrula
Gneu Corneli Mèrula (en llatí: Gnaeus Cornelius Merula) va ser un magistrat romà.
El senat el va nomenar llegat especial a Egipte per arranjar el conflicte entre els germans Ptolemeu VI Filomètor i Ptolemeu Fiscó sobre la sobirania de Xipre. Mèrula va acompanyar a Fiscó a Creta i Àsia Menor. Ptolemeu VI va enviar una ambaixada a Roma dirigida per Mènil d'Alabanda, que per consell de Mèrula no va obtenir resultats, i el senat es va decantar per Fiscó. A la seva tornada a Roma va recomanar cancel·lar el tractat amb Ptolemeu VI.